# Antonio da Tradate

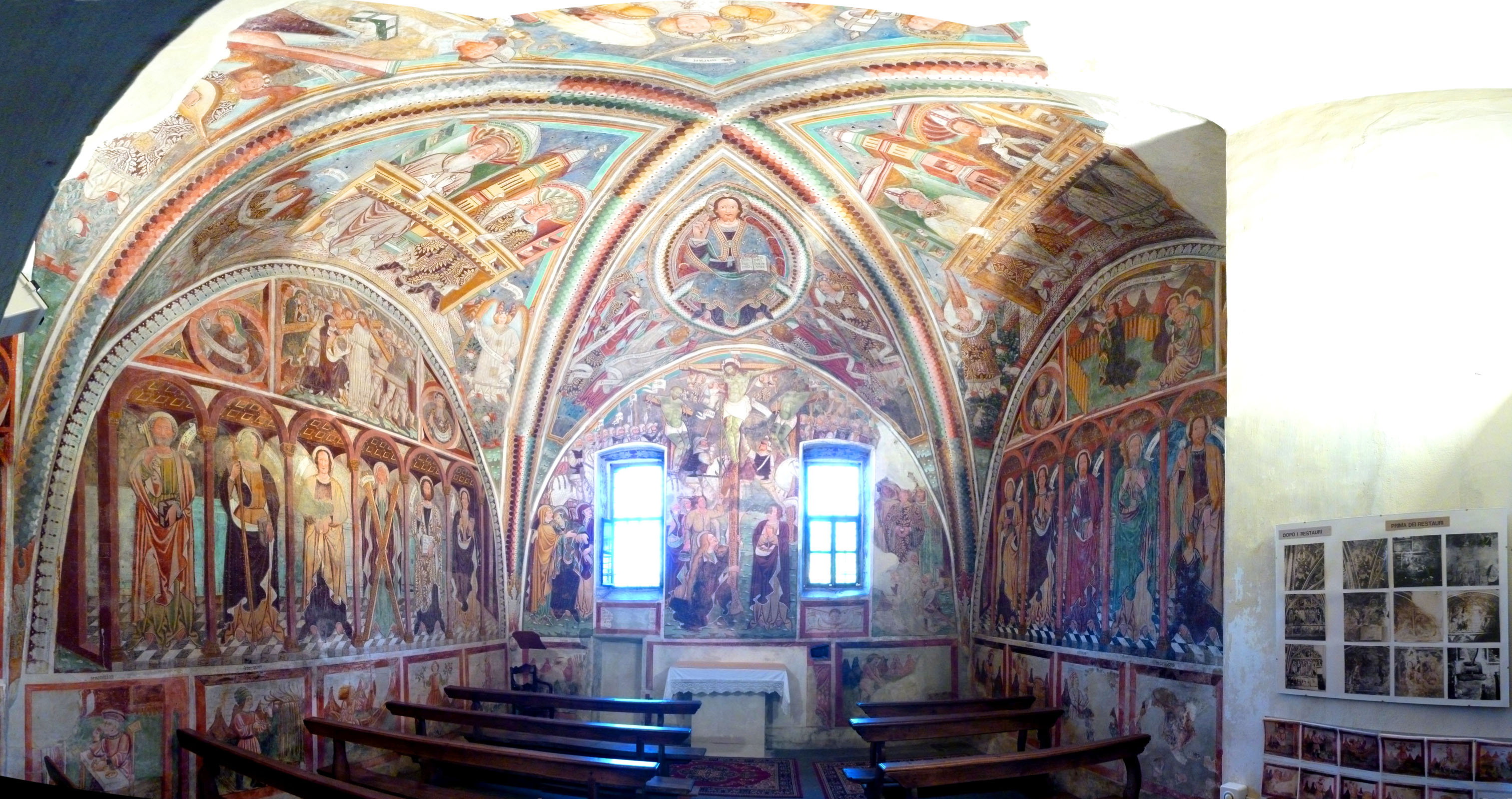
Affreschi di San Michele in Palagnedra

Antonio da Tradate (Tradate, 1465 circa – Locarno, 1511 ?) è stato un pittore svizzero, di origine italiana.

## Biografia
Originario di Tradate, dal 1497 su stabilì a Locarno. Le principali  testimonianze della sua opera si trovano nell'attuale Canton Ticino, nei Grigioni e sulla sponda lombarda del Lago Maggiore, tra cui spicca in particolar modo il ciclo di affreschi della Chiesa di S. Antonio di Maccagno.
Fu a capo di una fiorente bottega, ereditata poi dal figlio Giovanni Taddeo.

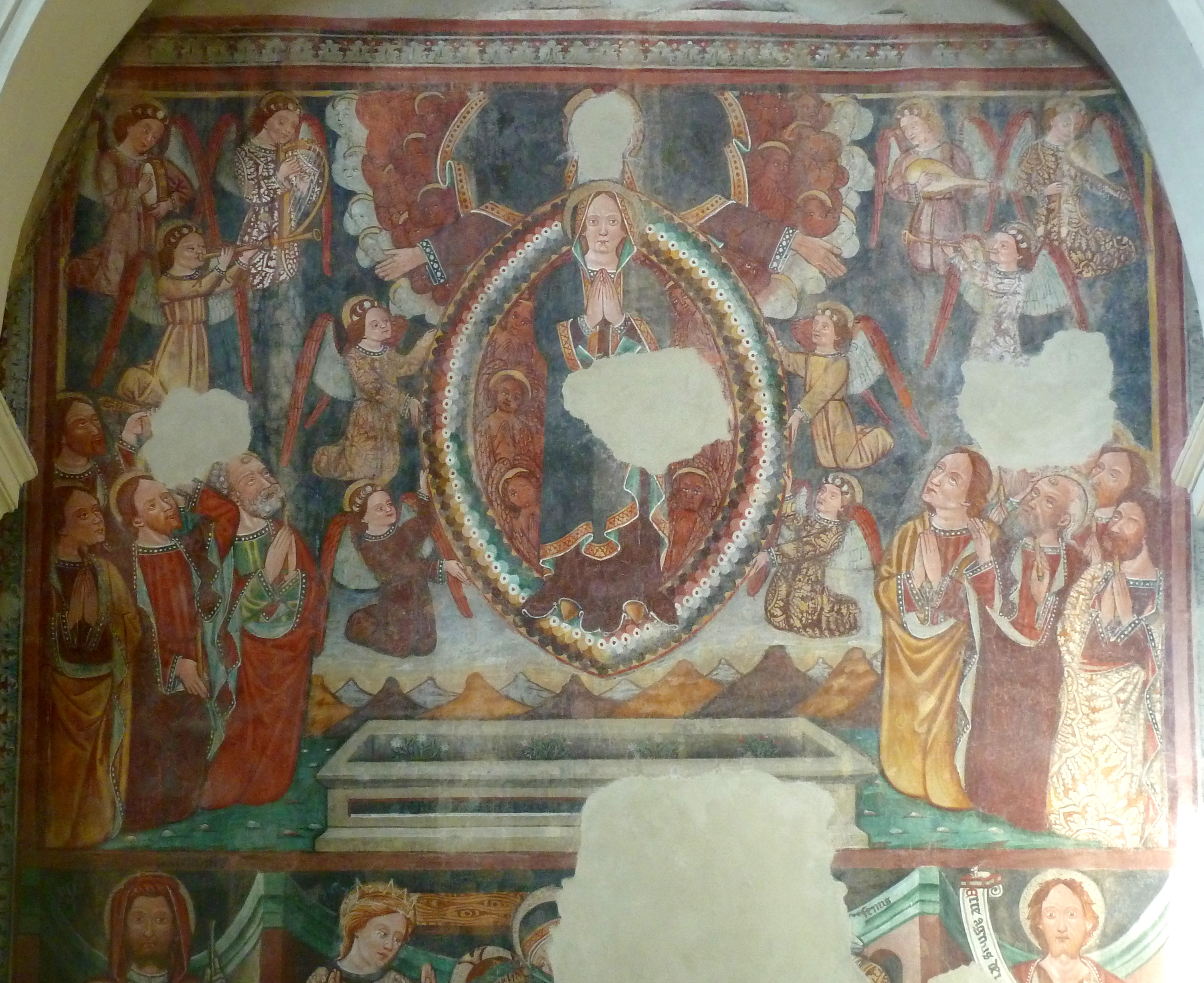
Chiesa di San Michele (Alto Malcantone), Vergine Assunta

## Opere
- Chiesa di Santa Maria della Misericordia (Ascona), figure disposte in finte arcate dei santi Antonio abate e Rocco, S. Antonio da Padova, la Madonna in trono benedicente con bambino, e S. Sebastiano (1506)[1].
- Chiesa di San Martino di Tours (Ronco sopra Ascona), affreschi della parete sud, firmati «1492 die ultimo agusti hoc opus Antonius de Tredate pinxit de ista partem».[2]
- chiesa parrocchiale di San Michele ad Arosio, frazione di Alto Malcantone, il ciclo dipinto nel 1508 in collaborazione col figlio, comprendente  la Vita di Cristo e la sua Passione, fino alla Crocifissione e alla Resurrezione, una Pietà affiancata da santi e una Vergine Assunta, oltre alla rappresentazione dei mesi.
- Le pareti e la volta del coro di S. Michele a Palagnedra, nelle Centovalli. uno zoccolo ove sono le rappresentazioni dei «mesi», una grande Crocefissione, affiancata dagli Apostoli in grandezza naturale, medaglioni con i profeti, due scene della Passione : l'orazione nell'orto dei Getsemani e l'incontro con la Veronica. Nelle vele della volta i Padri della Chiesa, e il «Cristo in gloria».
- chiesa parrocchiale di San Fedele a Verscio, frazione di Terre di Pedemonte, volta del presbiterio divisa in quattro spicchi: al centro Cristo Pantocratore attorniato dal Tetramorfo, a destra s. Agostino con s. Ambrogio, a sinistra Gerolamo con Gregorio Magno e la Madonna attorniata dagli apostoli[3].

Da taluni gli sono attribuiti:
- Chiesa dei Santi Pietro e Paolo (Biasca), il grande affresco che occupa interamente il catino dell'abside raffigurante Cristo pantocratore circondato dai quattro Evangelisti;
- chiesa di Santa Maria in Selva, a Locarno, presentazione al tempio
- Chiesa di Sant'Ambrogio vecchio a Prugiasco Acquarossa, il ciclo decorativo della navata meridionale